# Bulbodacnitis ampullastoma
Bulbodacnitis ampullastoma är en rundmaskart. Bulbodacnitis ampullastoma ingår i släktet Bulbodacnitis och familjen Cucullanidae. Inga underarter finns listade i Catalogue of Life.